# Cangkring (Talang)
Cangkring is een van de dorpen in het district Talang, het regentschap Tegal, de provincie Midden-Java, de Republiek Indonesië, en het dorp Cangkring staat ook bekend om het mysterieuze verhaal van de Tukul-moskee. De naam van het dorp Cangkring komt van het verhaal van de ontsnapping van Adipati Gendowor toen hij werd achtervolgd door Bagus Suanda en onder de cangkring-boom werd de plaats het dorp Cangkring genoemd.